# Rencontres à Elizabethtown
Pour plus de détails, voir Fiche technique et Distribution.
Rencontres à Elizabethtown (Elizabethtown) est un film américain réalisé par Cameron Crowe, sorti en 2005.

## Synopsis
Drew Baylor est designer de chaussures de sport. Il vient de lancer la chaussure révolutionnaire, mais c'est un fiasco. Sa vie professionnelle vient donc de se terminer et lui qui avait tout misé dessus se sent perdu. Il prépare son suicide, mais rien ne se passe comme prévu : sa sœur l'appelle pour lui annoncer la mort de son père, d'une crise cardiaque alors qu'il se trouvait à Elizabethtown, dans le Kentucky. Drew s'y rend pour régler les détails des obsèques. C'est pour lui le début d'un voyage initiatique au cours duquel il rencontre Claire, une jeune femme hôtesse de l'air qui l'aide à reprendre goût à la vie.

## Fiche technique
- Titre : Rencontres à Elizabethtown
- Titre original : Elizabethtown
- Réalisation : Cameron Crowe
- Scénario : Cameron Crowe
- Production : Cruise-Wagner Productions, Vinyl Films et Paramount Pictures
  - Producteur : Cameron Crowe
  - Directeur de production : Clay A. Griffith
  - Producteur exécutif : Tom Cruise
- Musique : Nancy Wilson
- Photographie : John Toll
- Montage : David Moritz, Mark Livolsi (en) et David Moritz
- Pays d'origine :  États-Unis
- Genre : comédie romantique
- Durée : 123 minutes
- Dates de sortie :
  -  États-Unis : 14 octobre 2005
  -  France : 2 novembre 2005
- Tous publics

## Distribution

### Acteurs principaux
| |  |  |
| Les acteurs principaux Orlando Bloom et Kirsten Dunst à la première du film au Festival international du film de Toronto 2005. |  |  |

- Orlando Bloom (VF : Denis Laustriat ; VQ : Martin Watier) : Drew Baylor
- Kirsten Dunst (VF : Chloé Berthier ; VQ : Aline Pinsonneault) : Claire Colburn
- Susan Sarandon (VF : Béatrice Delfe ; VQ : Claudine Chatel) : Hollie Baylor
- Alec Baldwin (VF : Emmanuel Jacomy ; VQ : Pierre Auger) : Phil Devoss
- Bruce McGill (VF : Marc Alfos ; VQ : Luis de Cespedes) : Bill Banyon
- Judy Greer (VF : Anne Massoteau ; VQ : Julie Burroughs) : Heather Baylor
- Jessica Biel (VF : Marie Zidi ; VQ : Camille Cyr-Desmarais) : Ellen Kishmore
- Paul Schneider (VF : Xavier Fagnon ; VQ : Louis-Philippe Dandenault) : Jessie Baylor

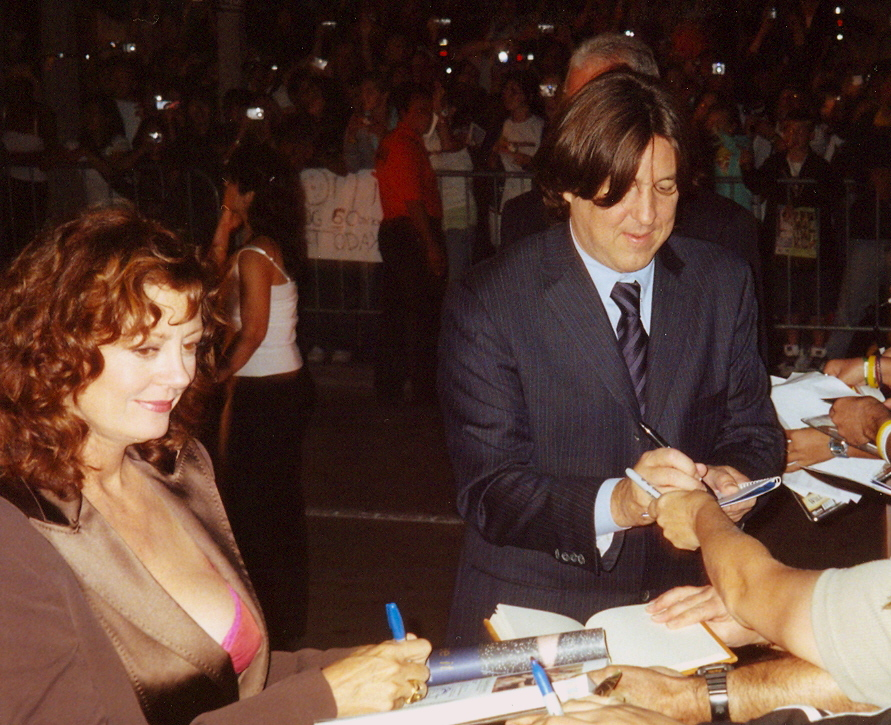
L'actrice Susan Sarandon et le scénariste/réalisateur Cameron Crowe à la première du film.